# Liste der Monuments historiques in Chalandry-Elaire
Die Liste der Monuments historiques in Chalandry-Elaire führt die Monuments historiques in der französischen Gemeinde Chalandry-Elaire auf.

## Liste der Objekte
| Bezeichnung                            | Beschreibung                                                                                           | Standort                                    | Kennzeichnung | Schutzstatus | Datum | Bild |
| -------------------------------------- | --- | ------------------------------------------- | ------------- | ------------ | ----- | ---- |
| Reliquienschrein des heiligen Gonthier | Holz, vergoldet, 16. Jahrhundert                                                                       | Chalandry, in der Kirche St-Gonthier (Lage) | PM08000100    | Classé       | 1971  |      |
| Hauptaltar                             | Altartisch, Tabernakel und Retabel; Kalkstein, Marmor, Holz, teilweise farbig gefasst, 18. Jahrhundert | Chalandry, in der Kirche St-Gonthier (Lage) | PM08000879    | Inscrit      | 1975  |      |